# Star Trek Generations
Star Trek Generations (Brasil: Jornada nas Estrelas: Generations / Portugal: Star Trek: Gerações) é um filme norte-americano de ficção científica lançado em 1994 dirigido por David Carson, escrito por Brannon Braga e Ronald D. Moore, e produzido por Rick Berman. É o sétimo longa metragem da franquia Star Trek e o primeiro a ser estrelado pelo elenco da série Star Trek: The Next Generation. Na história, o capitão Jean-Luc Picard e a tripulação da USS Enterprise-D tentam impedir que o cientista Tolian Soran destrua um planeta inteiro para poder entrar em um universo paralelo.

## Enredo
No ano de 2293, o Capitão James T. Kirk, recentemente aposentado, comparece a viagem inaugural da nave estelar USS Enterprise-B junto com o também aposentado Capitão Montgomery Scott e Comandante Pavel Chekov, ainda na ativa. Durante a viagem, a Enterprise é forçada a entrar em uma missão de resgate para salvar duas naves de refugiados de uma estranha faixa de energia. A Enterprise consegue salvar alguns refugiados antes das naves serem destruídas, porém ela mesma fica presa na faixa. Kirk vai para os deques inferiores para alterar os escudos defletores, permitindo que a Enterprise escape. A faixa faz contato com o casco da engenharia e causa danos graves; a seção que Kirk estava é destruída e presumi-se que ele esteja morto.
Setenta e oito anos depois, a tripulação da USS Enterprise-D recebe um pedido de socorro do Observatório de Amargosa. Ele descobrem que todos os cientistas foram mortos por romulanos, com a exceção do Dr. Tolian Soran. O androide Data, que recentemente instalou um chip de emoção, ajuda o engenheiro Geordi La Forge a vasculhar a estação. Os dois descobrem um composto chamado de trilítio escondido em uma sala. Soran aparece, deixa La Forge inconsciente e lança um míssil de trilítio na estrela de Amargosa. O míssil faz a estrela entrar em super nova, enviando uma onda de choque ao observatório. Soran e La Forge são transportados para um Ave de Rapina klingon pertencente as irmãs Duras. Data é resgatado pouco antes da destruição do observatório.
O Capitão Jean-Luc Picard descobre mais sobre Soran falando com Guinan, a bartender da Enterprise. Guinan explica que o objetivo de Soran é retornar para a "Nexus", a faixa de energia que a Enterprise-B encontrou. Picard e Data percebem que Soran está alterando o caminho da faixa destruindo estrelas, e determinam que Soran vai tentar reentrar na Nexus em Veridian III destruindo sua estrela—e, por extensão, um planeta densamente povoado no sistema. Ao chegarem em Veridian, Picard é trocado por La Forge com as irmãs Duras. Picard é transportado para a superfície do planeta e encontra Soran trabalhando em um outro míssil, protegido por um escudo. La Forge é trazido de volta a Enterprise, sem saber que seu visor está transmitindo um sinal de volta para os klingons. Quando as irmãs Duras descobrem a frequência dos escudos da Enterprise, elas abrem fogo. A Enterprise consegue contra atacar e destrói a Ave de Rapina, porém fica com seu núcleo de dobra severamente danificado. O Comandante William T. Riker ordena uma evacuação para a seção do disco da nave para separá-la da da danificada seção da engenharia. A explosão do núcleo de dobra força a seção do disco a fazer um pouso forçado em Veridian III.
Enquanto isso, Picard encontra um buraco no escudo de Soran e tenta atravessá-lo, porém não consegue impedir o lançamento do míssil. A estrela de Veridian explode e Soran e Picard são transportados para a Nexus antes da onda de choque destruir o planeta. Picard pede ajuda a um "eco" de Guinan na Nexus, e ela o manda para encontrar Kirk, que também está seguro na Nexus. Picard aborda Kirk como um oficial da Frota Estelar falando com outro, e o convence a ir para o presente de Picard e ajudá-lo a parar Soran. Kirk concorda e os dois deixam a Nexus, indo para Veridian III poucos minutos antes de Soran lançar o míssil. Juntos, eles conseguem distrair Soran o tempo suficiente para travar o míssil na plataforma, causando sua explosão no lançamento, matando Soran. Entretanto, Kirk é mortalmente ferido no encontro, e pouco antes dele morrer, Picard garante a ele que ele o ajudou a fazer a diferença. Picard enterra Kirk antes de ser resgatado por uma nave auxiliar que o leva para os destroços da seção do disco da Enterprise, se reunindo com sua tripulação e deixando o planeta.

## Elenco
- Patrick Stewart como Capitão Jean-Luc Picard
- Jonathan Frakes como Comandante William T. Riker
- Brent Spiner como Tenente-Comandante Data
- LeVar Burton como Tenente-Comandante Geordi La Forge
- Michael Dorn como Tenente-Comandante Worf
- Gates McFadden como Dra. Beverly Crusher
- Marina Sirtis como Conselheira Deanna Troi
- William Shatner como Capitão James T. Kirk
- James Doohan como Capitão Montgomery Scott
- Walter Koenig como Comandante Pavel Chekov
- Malcolm McDowell como Dr. Tolian Soran
- Alan Ruck como Capitão John Harriman
- Whoopi Goldberg como Guinan
- Jacqueline Kim como Alferes Demora Sulu
- Patti Yasutake como Enfermeira Alyssa Ogawa
- Barbara March como Lursa
- Gwynyth Walsh como B'Etor

## Produção
Em 1993, foi pedido ao produtor Rick Berman para que fosse produzido um filme baseado em Star Trek: The Next Generation. Dois roteiros diferentes foram escritos, um por Maurice Hurley, editor de roteiros da segunda temporada de TNG, e outro por Ronald D. Moore e Brannon Braga, que co-escreveram vários episódios populares entre os fãs. O segundo acobou sendo o escolhido.
Leonard Nimoy e DeForest Kelley se negaram a aparecer. Suas falas, como Spock e McCoy, foram modificadas para James Doohan e Walter Koenig como Scotty e Chekov. Na caso de Scotty, isso criou um aparente erro de continuidade, dado o seu diálogo no episódio "Relics". Naquele episódio, Scotty pareceu acreditar que Kirk ainda estava vivo, apesar da cena ocorrer após Scotty ter presenciado a aparente morte de Kirk em Generations. A explicação oficial de Star Trek para a inconsistência é que Scotty estava desorientado quando ele disse a fala em "Relics", tendo sido rematerializado poucos momentos depois de ter ficado 75 anos na estase do transporte.
O diretor David Carson não tinha nenhuma experiência em filmes, porém havia dirigido alguns episódios de Star Trek, incluindo o aclamado "Yesterday's Enterprise", de The Next Generation, e "Emissary", o piloto de Star Trek: Deep Space Nine.

### Música
Dennis McCarthy, um compositor que havia trabalhado em The Next Generation e Deep Space Nine, recebeu a tarefa de compor a trilha sonora do filme. O crítico Jeff Bond escreveu que enquanto a trilha de McCarthy foi "encarregada de abranger o estilo das duas séries", também ofereceu a oportunidade do compositor produzir músicas mais fortes e dramáticas. Sua música de abertura era uma peça de coral etérea que toca enquanto uma garrafa de champagne atravessa o espaço. Para as cenas de ação na Enterprise-B, McCarthy usou cordas baixas. Kirk recebeu um tema de metais acentuado por tambores (algo proibido em The Next Generation), enquanto a cena termina com notas dissonantes quando Scotty e Chekov descobrem que Kirk foi ejetado para o espaço.
McCarthy expande seu estilo com metais para as sequências de ação do filme, como a batalha sobre Veridian III e a subsequente queda da Enterprise. Para a viagem de Picard a Nexus, mais músicas com corais e sintetizadores acompanham a descoberta de sua família. O único tema nítido do filme, uma ampla fanfarra, aparece pela primeira vez quando Picard encontra Kirk. No tema, McCarthy mistura seu tema de Picard da primeira temporada de The Next Generation, algumas notas de seu tema de Deep Space Nine e o tema clássico de Alexander Courage da série original.
Para a batalha final de Picard e Kirk contra Soran, McCarthy usou uma música staccato para acentuar a luta corpo a corpo. Para a morte de Kirk, McCarthy juntou cordas líricas com outra versão do tema de Courage, enquanto a tomada de Picard na frente da sepulura de Kirk tem uma música com mais pompa. Ao final do filme, o tema de Courage toca mais uma vez.

## Recepção

### Bilheteria
Star Trek Generations estreou no dia 18 de novembro de 1994. Em sua primeira semana, o filme arrecadou US$ 23.116.394, terminando em primeiro lugar nas bilheterias. Generations acabou arrecadando US$ 75.671.125 nos Estados Unidos, para um total mundial de US$ 118.071.125.

### Crítica
Star Trek Generations foi recebido com críticas mistas. No site Rotten Tomatoes o filme possui um indíce de aprovação de 45%, baseado em 44 resenhas, com uma nota média de 5,5/10.